# 830-е годы
830-е (восемьсо́т тридца́тые) го́ды по юлианскому календарю — промежуток времени с 1 января 830 года по 31 декабря 839 года, включающий 830 год 3-го десятилетия   и с 831 по 839 годы    4-го десятилетия IX века 1-го тысячелетия.  Они закончились 1186 лет назад.

## Важнейшие события
- Смута во Франкском государстве (830—834) с участием Людовика Благочестивого и его сыновей.
- Расширение Моймиром I Великой Моравии за счёт Нитранского княжества.
- На юго-восточном побережье Андалусии основана Мурсия.
- 830-е (по 850-е годы) — правление сербского князя Властимира, сына Просигоя.

## Культура
- Написание при дворе императора Запада Людовика Благочестивого поэмы Хелианда[1].

## Погода и климат
Погода и климат:
- 832 — в Германии и Франции дождливое и холодное лето. Голодная зима. Многочисленные наводнения.
- 832—833 — суровая зима в западной Европе.
- 834 — сильные дожди в Западной Европе вызвали большие наводнения. Голодный год.
- 839 — дождливое лето в Западной Европе.

## Родились
подробнее Категория:Родившиеся в 830-е годы
- Наум Охридский— болгарский святой[3][4], особо почитаемый в современных Болгарии и Северной Македонии.
- Лотарь II (ок. 835 — 8 августа 869) — король Лотарингии с 855 года из династии Каролингов.

## Скончались
подробнее Категория:Умершие в 830-е годы
- Гунфрид I — маркграф Истрии[англ.] (не ранее 804 — около 835) и граф Реции (около 806 — около 835).
- Дрест IX — король пиктов в 834—836/837 годах.